# 張敦仁 (嘉靖進士)
張敦仁（1500年—？），字仲安，浙江麗水縣人，明朝政治人物。

## 生平
嘉靖元年（1522年）壬午科浙江鄉試第二十一名舉人，嘉靖十七年（1538年）戊戌科會試第一百十二名，廷試二甲第六十五名進士。嘉靖二十九年（1550年）任淮安府知府。

## 家族
曾祖張文炳；祖父張寧，訓導；父張欽，教諭。母葉氏。具慶下。兄敦厚。弟敦化；張敦復（貢士）。